# Resistência (jogo)
Resistência, originalmente The Resistance, é um jogo em que os jogadores tentam deduzir a identidade um do outro. A situação na qual o jogo se dá é um conflito imaginário entre um grupo da resistência que tenta derrubar um governo maligno e os espiões deste governo que tentam se infiltrar na resistência. Este jogo é similar em estrutura a outros jogos de grupo como Mafia e Lobisomem, em que um pequeno e secreto grupo de jogadores tentam derrotar um grupo maior porém com menos informações que o primeiro, enquanto o grupo maior tenta identificar os espiões e eliminá-los. Resistência utiliza mecânicas razoavelmente diferentes de outros jogos similares e foi desenhado para evitar a eliminação do jogador e aumentar a quantidade de informações disponíveis para embasar as decisões dos jogadores.
Uma partida toma mais de meia hora e pode ser jogada por cinco até dez jogadores. Resistência foi inicialmente planejado para ser jogado com um baralho padrão de 52 cartas, mas as versões mais recentes do jogo incluem cartas extras que não podem ser simuladas utilizando-se de um baralho comum. As versões publicadas deste jogo incluem um tabuleiro para acompanhar o progresso, cartas de identidade, cartas de voto, e cartas de missão bem sucedida e missão fracassada, fichas e cartas adicionais modificadoras de enredo. Resistência é reconhecido como um jogo mais complexo que seus similares, dando aos jogadores mais informações e oportunidades de dissimular.

## Gameplay
No começo do jogo, um terço dos jogadores (arredondado) são aleatoriamente escolhidos para serem Espiões, enquanto os restantes serão Resistência. Um dos jogadores (seja Espião ou Resistência) é selecionado para ser o Líder da Missão. Os Espiões tomam conhecimento de cada um sem que os membros da Resistência saibam, a única coisa que a Resistência sabe é quantos Espiões existem, não quem são estes. Esse processo de reconhecimento é conduzido pelo primeiro Líder da Missão que orienta todo o grupo a fecharem seus olhos e, então, pede para que apenas os Espiões abram seus olhos, permitindo que estes se reconheçam, em seguida, pede para que os Espiões fechem seus olhos novamente e, finalmente, pede para que todos abram os olhos para que o jogo comece (com longas pausas entre cada estágio do reconhecimento). Os jogadores não podem nunca revelar suas cartas de identidade para outros jogadores (a não ser que estejam utilizando Cartas de Enredo como discutido mais tarde).
| Número de jogadores: | 5 | 6 | 7 | 8 | 9 | 10 |
| -------------------- | - | - | - | - | - | -- |
| Resistência          | 3 | 4 | 4 | 5 | 6 | 6  |
| Espiões              | 2 | 2 | 3 | 3 | 3 | 4  |

### Rodadas
Durante cada rodada da partida, o jogador à esquerda do Líder anterior se torna o novo Líder. O Líder seleciona um certo número de jogadores para envia-los em missão (o Líder pode escolher a si mesmo), começando pela Missão 1. A tabela abaixo mostra o número exigido de jogadores que devem sair para cada uma das cinco missões. Todos os jogadores então discutem a escolha do Líder e, ao mesmo tempo e em público, votam por aceitar ou não o grupo escolhido pelo Líder. Se pelo menos a metade dos jogadores negarem a proposta do grupo, a liderança então passa para o próximo jogador à esquerda que propõe seu próprio grupo. Isso continua até a maioria dos jogadores aprovarem o grupo escolhido pelo atual Líder. Após cinco missões rejeitadas em sequência, os Espiões automaticamente ganham o jogo.
| Número de jogadores: | 5 | 6 | 7  | 8  | 9  | 10 |
| -------------------- | - | - | -- | -- | -- | -- |
| Missão 1             | 2 | 2 | 2  | 3  | 3  | 3  |
| Missão 2             | 3 | 3 | 3  | 4  | 4  | 4  |
| Missão 3             | 2 | 4 | 3  | 4  | 4  | 4  |
| Missão 4             | 3 | 3 | 4* | 5* | 5* | 5* |
| Missão 5             | 3 | 4 | 4  | 5  | 5  | 5  |

(*) Duas Cartas de Fracasso são exigidas para sabotar a missão.
Quando um grupo é aprovado os jogadores desse grupo então vão em missão. Para "ir" em uma missão os jogadores recebem um par de Cartas de Missão, uma indicando o Sucesso e a outra indicando o Fracasso da missão. Os membros da Resistência devem então devolver as Cartas de Sucesso, enquanto os Espiões podem devolver a Carta de Sucesso ou de Fracasso. As cartas são então embaralhadas e reveladas. Se todas as cartas apresentadas forem Cartas de Sucesso então a Resistência marca um ponto. Se pelo menos uma carta revelada for uma Carta de Fracasso então os Espiões sabotaram a missão e estes marcam um ponto (exceto na situação apresentada pela nota acima, em que serão necessárias duas Cartas de Fracasso para que os Espiões sabotem a missão).
O jogo continua até um dos times marcar três pontos.

### Elaboração original para o baralho padrão de 52 cartas
O jogo original hoje é adquirido em lojas no padrão de jogos de tabuleiro e conta com inúmeros itens para personalizar as partidas às regras do jogo. Entretanto, é possível, com algumas adaptações, jogar Resistência utilizando o baralho padrão de 52 cartas, como foi originalmente planejado, para isso seguem algumas sugestões:
- Separe do baralho os Às e os Valetes, estas serão as Cartas de Identidade
  - Embaralhe estas cartas e distribua-as, discretamente, aos jogadores
  - O jogador que receber um Às será membro da Resistência
  - O jogador que receber um Valete será Espião
  - Na indisponibilidade dessas cartas ou no excesso de jogadores, outras cartas podem ser designadas como Cartas de Identidade, mas é importante que estas não voltem ao jogo até o início de outra partida
  - É terminantemente proibido revelar a Carta de Identidade
- Separe o baralho em dois montes, um de cartas vermelhas e outro de cartas pretas, todas viradas para baixo
  - As cartas vermelhas corresponderão às Cartas de Fracasso
  - As cartas pretas corresponderão às Cartas de Sucesso
  - Após a indicação pelo Líder dos nomes que integrarão as respectivas missões, segue a fase de deliberação e de votação quanto a aprovação ou não deste grupo
  - Em caso de aprovação, cada membro do grupo escolhido pelo Líder receberá um carta preta (Carta de Sucesso) e um carta vermelha (Carta de Fracasso)
    - Os membros da Resistência só podem devolver Cartas de Sucesso, os Espiões, Cartas de Fracasso ou de Sucesso
    - As cartas são devolvidas viradas para baixo ao Líder da missão que as embaralha e então as revela
    - Se dentre as cartas reveladas existir ao menos uma carta vermelha (Carta de Fracasso), os espiões sabotaram a missão e estes marcam um ponto
    - Se todas as cartas forem pretas (Cartas de Sucesso), ponto para a Resistência

  - Em caso de rejeição do grupo, a Liderança passa para o jogador à esquerda do Líder anterior que escolhe seu grupo da forma que bem entender
  - As rodadas se seguem até um dos grupos marcar três pontos

### Outros detalhes
Em sua segunda edição, o jogo completo veio acompanhado de diversas Cartas de Enredo adicionais que eram reveladas pelo Líder no começo de cada rodada. As Cartas de Enredo tinham efeitos especiais quando jogadas. Esses efeitos permitiam a um jogador a ter acesso a certas informações secretas ou mudar o fluxo normal do jogo. As Cartas de Enredo não foram incluídas na terceira edição.

### Avalon / Klips
Uma variante do jogo Resistência foi lançada em 2012 e é chamada "Avalon". Em Avalon, ao invés de Espiões e Resistência, o jogo envolve Cavaleiros do Rei Arthur contra o maligno Mordred e seus seguidores. A forma de se jogar muda significativamente pela adição de um personagem chamado Merlin, um jogador do bem que é informado no começo da partida quem são os jogadores do Mal. Se os jogadores do mal perderem a partida, eles tem uma última chance de se redimir adivinhando corretamente a identidade do Merlin. Se eles acertarem, ganham a partida. The Resistence: Avalon funciona melhor quando jogado com 7 ou 8 pessoas, e ainda há a possibilidade de mais cartas especiais serem adicionadas ao jogo dependendo do número de jogadores. Assim como há os Servos Leais de Arthur e os Seguidores de Mordred, há também personagens com poderes especiais. Percival, do lado do Bem, sabe quem é Merlin logo no começo do jogo e toma a função de ajudar a proteger a identidade de Merlin. Mordred, do lado Mal, não revela sua identidade para Merlin no começo do jogo, deixando Merlin às escuras. Oberon (Mau), não se revela para os outros jogadores malignos no começo do jogo e nem toma conhecimento de quem são estes. Morgana, do lado do Mau, se revela para Percival se passando por Merlin.